# Liste fraktionsloser Mitglieder des 3. Europäischen Parlaments
Die Liste fraktionsloser Mitglieder des 3. Europäischen Parlaments enthält die Abgeordneten, die in der 3. Wahlperiode von 1989 bis 1994 zumindest übergangsweise nicht einer der Fraktionen des Europäischen Parlaments angehörten.
Bei Konstituierung des Parlaments nach der Europawahl 1989 schlossen sich 12 Abgeordnete keiner Fraktion an. Kurz vor der Europawahl 1994 waren 27 Abgeordnete fraktionslos.
| Land                   | Partei                                              | Europäische Partei | Sitze | MdEP                                                                                                 | Anmerkung |
| ---------------------- | --------------------------------------------------- | ------------------ | ----- | --- | --- |
| Deutschland            | Die Republikaner                                    | –                  | 1     | Franz Schönhuber                                                                                     | ab 11. Dezember 1990, zuvor DR                                                                                          |
| Deutschland            | –                                                   | –                  | 2     | Emil Schlee Johanna Grund                                                                            | Schlee ab 24. April 1991, Grund ab 14. Mai 1991, zuvor DR, gewählt für Die Republikaner                                 |
| Deutschland            | Deutsche Liga für Volk und Heimat                   | –                  | 1     | Harald Neubauer                                                                                      | ab 31. Januar 1994, zuvor DR, gewählt für die Republikaner                                                              |
| Frankreich             | –                                                   | –                  | 1     | Jean-Louis Borloo                                                                                    | gewählt für CDS, bis 4. September 1992                                                                                  |
| Frankreich             | Union pour la démocratie française                  |                    | 1     | Michel Pinton                                                                                        | ab 16. April 1993 als Nachrücker                                                                                        |
| Frankreich             | –                                                   | –                  | 1     | Pierre Ceyrac                                                                                        | ab 23. Februar 1994, zuvor DR, gewählt für Front National                                                               |
| Griechenland           | Synaspismos                                         | –                  | 1     | Mihail Papayannakis                                                                                  | ab 12. Januar 1993, zuvor VEL                                                                                           |
| Irland                 | Democratic Left                                     | –                  | 1     | Desmond Geraghty                                                                                     | ab 12. Januar 1993, zuvor VEL                                                                                           |
| Italien                | Movimento Sociale Italiano – Destra nazionale       |                    | 4     | Giuseppe Tatarella Antonio Mazzone Gianfranco Fini Pietro Mitolo Cristiana Muscardini Giuseppe Rauti | Tatarella bis 18. Oktober 1989 Mazzone ab 26. Oktober 1989 Fini bis 11. Mai 1992 Mitolo ab 26. Oktober 1992             |
| Italien                | Lega Lombarda                                       |                    | 2     | Francesco Speroni Luigi Moretti Gipo Farassino                                                       | Sperroni und Moretti ab 12. April 1994, zuvor Regenbogen-Fraktion, Sperroni bis 11. Mai 1994, Farassino ab 19. Mai 1994 |
| Italien                | Transnational Radical Party                         | TRP                | 1     | Marco Pannella                                                                                       | |
| Italien                | Partito della Rifondazione Comunista                | –                  | 2     | Dacia Valent Luciana Castellina                                                                      | ab 12. Januar 1993, zuvor VEL                                                                                           |
| Italien                | Lega antiproibizionisti droga                       |                    | 1     | Marco Tardash                                                                                        | 16. April 1994 bis 2. Mai 1994; davor Grüne-Fraktion, danach LDR-Fraktion                                               |
| Niederlande            | Staatkundig Gereformeerde Partij                    | –                  | 1     | Leen van der Waal                                                                                    | |
| Spanien                | Herri Batasuna                                      | –                  | 1     | José Montero Zabala Karmelo Landa Mendibe                                                            | Montero Zabala bis 1. September 1990 Landa Mendibe ab 6. September 1990                                                 |
| Spanien                | Eusko Alderdi Jeltzalea-Partido Nacionalista Vasco  |                    | 1     | Juan Antonio Gangoiti Llaguno                                                                        | bis 8. Juli 1990, dann EVP-Fraktion                                                                                     |
| Spanien                | Partido del Trabajo y Empleo–Agrupación Ruiz-Mateos | –                  | 2     | José María Ruiz Mateos Carlos Perreau de Pinninck                                                    | bis 11. September 1989, dann EDA-Fraktion                                                                               |
| Spanien                | Izquierda Unida                                     | –                  | 4     | Alonso José Puerta Antoni Gutierrez Diaz Teresa Domingo Segarra Laura González Álvarez               | ab 12. Januar 1993, außer González Álvarez zuvor VEL                                                                    |
| Vereinigtes Königreich | Democratic Unionist Party                           | –                  | 1     | Ian Paisley                                                                                          | |